# Джамшид Кули Кутб-шах
Джамшид Кули Кутб Шах (Урду: جمشید قلی قطب شاہ ) (? — 22 января 1550) — второй султан Голконды из династии Кутб-шахов, правивший с 1543 по 1550 год.

## Биография

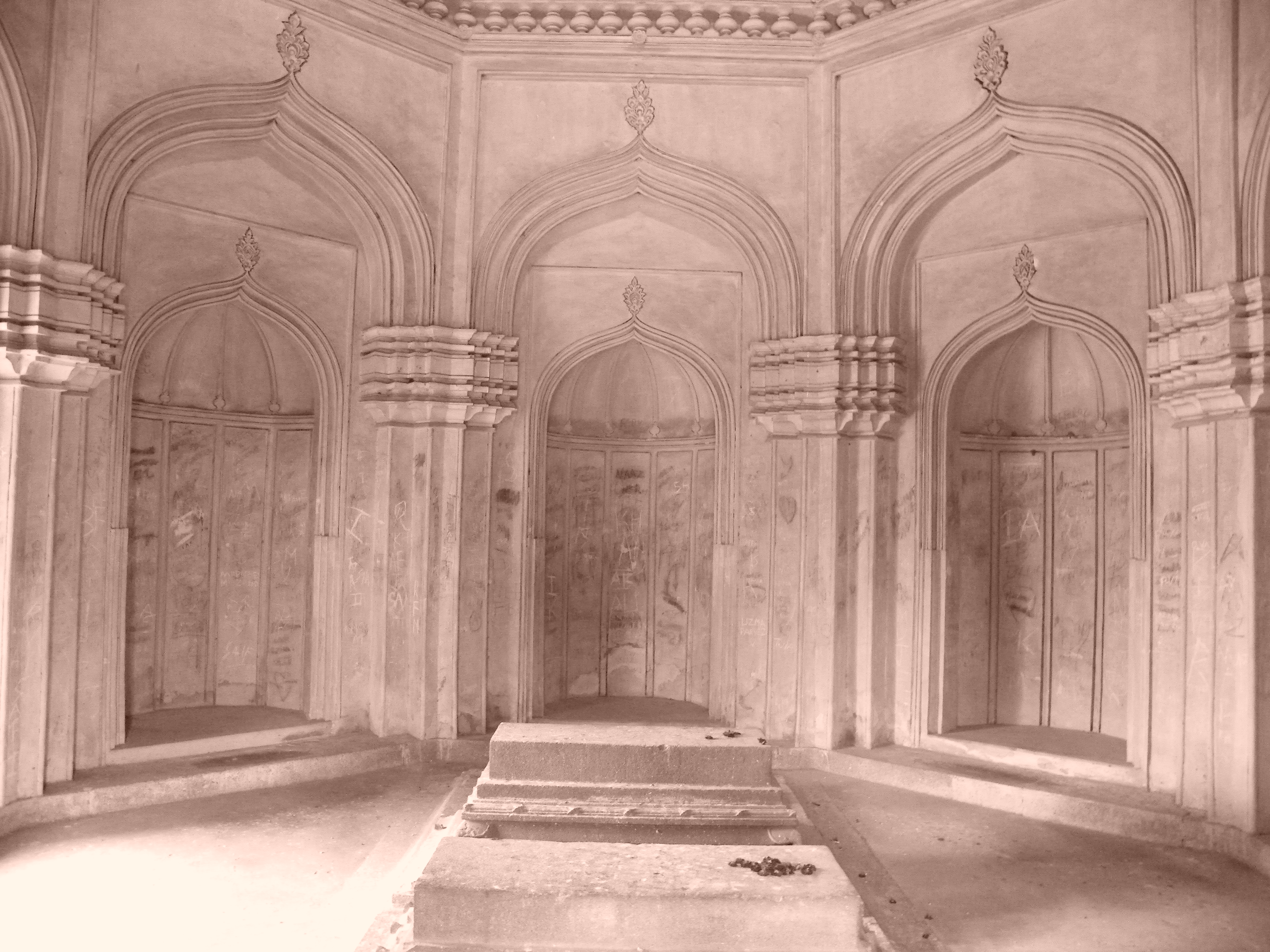
Могила Джамшида Кули Кутб-шаха, 2-го султана Голконды

Представитель династии Кутб-шахов. Второй сын Кули Кутб-шаха (1470—1543), первого султана Голконды (1512—1543). Отец Джамшида султан Кули Кутб Шах происходивший из туркменского союза племён Кара-Коюнлу был первым мусульманским правителем среди народа телугу.
2 сентября 1543 года Джамшид организовал заговор против своего отца, в результате которого Кули Кутб-шах был убит во время молитвы , а старший брат и наследник престола — ослеплён. Другой брат — Ибрагим Кули Кутб-шах — спасся, но вынужден был бежать из Голконды в Виджаянагарскую империю.
Джамшид Кули Кутб-шах отличился жестоким подавлением местного индуистского населения, а также репрессиями против знати. Одновременно осуществлял активную внешнюю политику. Сначала в союзе с ахмаднагарским султаном Бурхан-шахом I выступил против бидарского султана Али Барид-шаха I, которому было нанесено чувствительное поражение, а союзники присоединили часть земель, в частности Голконде достались южные земли Бидара. После этого Джамшид Кули Кутб-шах начал вмешиваться в дела Ахмаднагарского султаната, однако смерть прервала его намерения.
Джамшид Кутб-шах скончался 22 января 1550 года от туберкулёза. Власть унаследовал его семилетний сын Субхан Кули-Кутб-шах (1543—1550), который в том де 1550 году был отстранён от власти своим дядей Ибрагимом Кули Кутб-шахом, вернувшимся из Виджаянагара.